# Kardynałowie z nominacji Bonifacego IX
Papież Bonifacy IX (1389 – 1404) mianował w ciągu swojego pontyfikatu sześciu nowych kardynałów na dwóch konsystorzach, a ponadto zrehabilitował czterech kardynałów pozbawionych godności kardynalskiej przez Urbana VI.

## Konsystorz 18 grudnia 1389
1. Enrico Minutoli, arcybiskup Neapolu – kardynał prezbiter S. Anastasia, następnie kardynał biskup Tusculum (12 czerwca 1405), a następnie[2] kardynał biskup Sabiny (2 lipca 1409), zm. 17 czerwca 1412
2. Bartolomeo Uliari OSB, biskup Florencji – kardynał prezbiter S. Pudenziana, zm. 16 kwietnia 1396
3. Cosimo Gentile de' Migliorati, biskup Bolonii i wicekamerling Świętego Kościoła Rzymskiego – kardynał prezbiter S. Croce in Gerusalemme, następnie papież Innocenty VII (17 października 1404), zm. 6 listopada 1406
4. Cristoforo Maroni, biskup Isernia e Venafro – kardynał prezbiter S. Ciriaco alle Terme, zm. 5 grudnia 1404.

## Konsystorz 17 lutego 1402
1. Antonio Caetani, patriarcha Akwilei – kardynał prezbiter S. Cecilia (tytuł nadany 17 maja 1402), następnie kardynał biskup Palestriny (12 czerwca 1405), a następnie[2] kardynał biskup Porto e S. Rufina (2 lipca 1409), zm. 11 stycznia 1412.
2. Baldassare Cossa, audytor Roty Rzymskiej, protonotariusz apostolski – kardynał diakon S. Eustachio (tytuł nadany 8 marca 1402), następnie[2] Antypapież Jan XXIII (17 maja 1410 – 29 maja 1415) oraz kardynał biskup Tusculum (23 czerwca 1419), zm. 22 grudnia 1419

Niektóre źródła podają, że na tym konsystorzu mianowani zostali jeszcze kardynałowie Leonardo Cibo i Angelo Cibo, ich promocja jest jednak nieudokumentowana w rejestrach papieskich i z tego względu raczej mało prawdopodobna.

## Rehabilitacje

### 18 grudnia 1389
Na tym konsystorzu zrehabilitowani zostali następujący kardynałowie złożeni z urzędu przez Urbana VI:
1. Bartolomeo Mezzavaca (pierwsza nominacja 18 września 1378), kardynał prezbiter Ss. Silvestro e Martino (zm. 29 lipca 1396)
2. Adam Easton (pierwsza nominacja 21 września 1381), kardynał prezbiter S. Cecilia (zm. 15 września 1397)
3. Landolfo Maramaldo (pierwsza nominacja 21 grudnia 1381), kardynał diakon S. Nicola in Carcere[2] (zm. 16 października 1415)

### 19 lutego 1391
Na tym konsystorzu Bonifacy IX przywrócił godność kardynalską Pileo di Prata i mianował go kardynałem biskupem Tusculum (zm. 1400).